# Música da década de 2000
Ao contrário dos anos 90 em que a sociedade se manteve fiel aos mesmos gêneros musicais, os ritmos e a nova forma de se ouvir música influenciaram bastante as pessoas durante os anos 2000 e ainda continuam a evoluir. Os formato do CD acabou perdendo força com o lançamento dos MP3 players, se tornando cada vez mais frequente adquirir música a partir de downloads e redes sociais. Apesar disso, a década marcou também a volta de mídias antigas, como no ano de 2008, quando as vendas de discos de vinil aumentaram, com cerca de 1,9 milhões de unidades foram vendidas, sendo um número superior à qualquer ano no mercado fonográfico desde 1991. A utilização da internet aumentou muito à medida em que os anos se passavam ao longo da década. Contudo, esse aumento acabou potencializando a popularização dos downloads ilegais de músicas protegidas por direitos autorais, causando uma certa tensão entre a indústria musical e o público e gerando dúvidas sobre a popularidade das músicas nas paradas de sucesso.

## Estados Unidos, Reino Unido e Canadá

### Hip-hop, urban, pop R&B e dance music

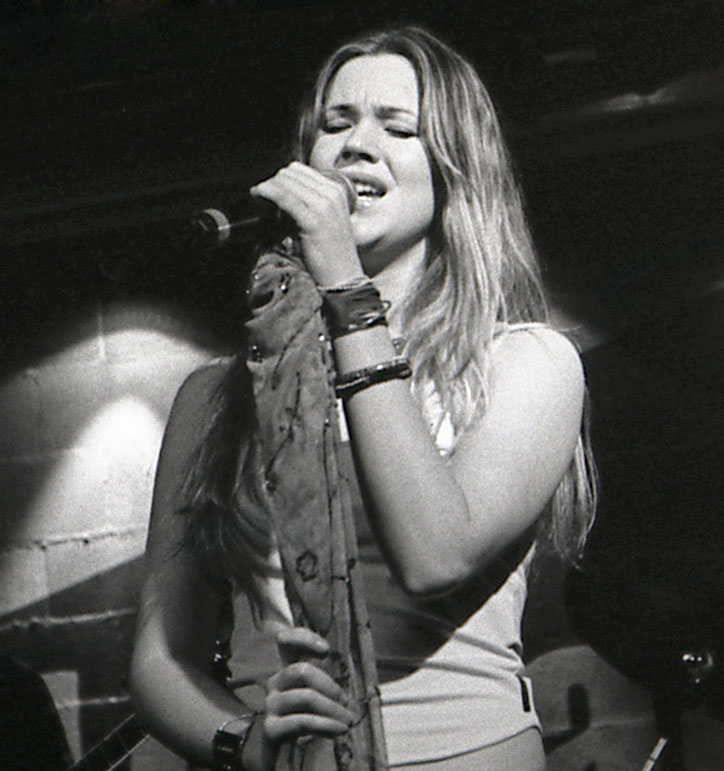
A inglesa Joss Stone tem aquela que é considerada como uma das vozesmais marcantes da década.

- O Hip-hop americano acaba se tornando a escolha preferida da juventude nas grandes cidades,[3] por vezes tornando-se até mais popular que o pop e o rock. De fato, os ritmos musicais urbanos, como: R&B, hip-hop e reggae tomaram conta das grandes paradas de sucesso, em principal a Billboard Hot 100 ao longo daqueles 10 anos.
- Nos EUA, artistas como: OutKast, T.I., Kanye West, Ja Rule, The Game, 50 Cent, Nas, Jay-Z, DMX, Missy Elliott, Lil Wayne, Young Jeezy, Ludacris, Rick Ross, Snoop Dogg e Eminem dominam o cenário do hip-hop atual.[4]
- O urban pop, teen pop e o adult contemporary sofrem influências do soul e R&B, substituindo as boy bands e as chamadas "músicas de divas" do fim dos anos 90. Artistas populares do novo da R&B da década de 2000 incluem Britney Spears, Christina Aguilera, Jennifer Lopez, Beyoncé, Destiny's Child, JoJo, Rihanna, Ciara, Chris Brown, T-Pain, Akon e Fergie.
- As produções de Timbaland tornam-se destaque mundialmente na segunda metade da década, resultando em sucessos de: Justin Timberlake, Nelly Furtado e Keri Hilson.

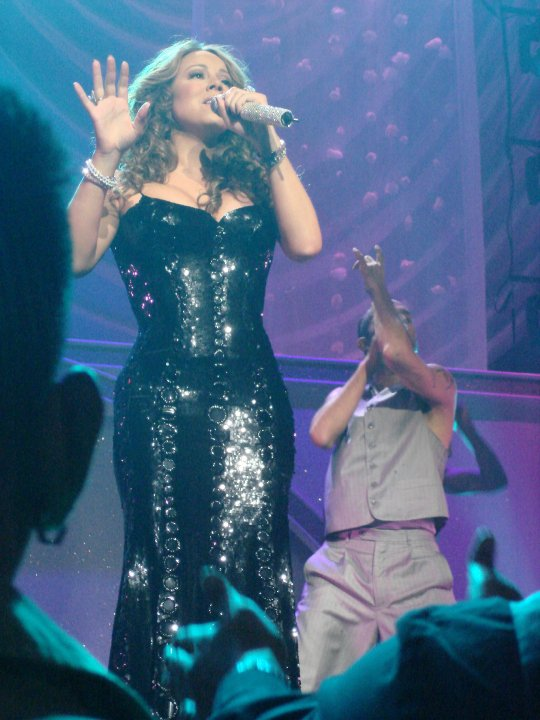
Mariah Carey, fenômeno do R&B nas décadas de 90 e 2000.

- Vários artistas que surgiram na década anterior continuam fazendo sucesso ao longo dos anos 2000, tais como: Mariah Carey, Shakira, Britney Spears, Christina Aguilera, Jennifer Lopez e Usher.
- O álbum Invincible de Michael Jackson é escolhido pela Billboard como o melhor álbum da década de 2000.
- A cantora estadunidense Britney Spears é a artista que mais vendeu discos na década de 2000, com mais de 54 milhões e cerca de 100 milhões de álbuns vendidos por toda a carreira. Seus principais sucessos durante a década Foram: Oops!...I Did It Again, I'm a Slave 4 U,  Toxic, Gimme More, Piece Of Me, Womanizer, Circus e 3. Britney é conhecida como a eterna Princesa do pop e também é considerada um dos 3 ícones da música pop, juntamente à Madonna e Michael Jackson. E além de ser a cantora viva mais premiada da história com mais de 400 prêmios, Britney se tornou a artista mais jovem a receber uma estrela na Calçada Da Fama.
- O grupo Destiny's Child formado por Beyoncé, Michelle Williams e Kelly Rowland tornou-se um grupo feminino de grande sucesso mundial, vendendo milhões de cópias ao redor do mundo. Seus maiores hits nos anos 2000 foram: Say My Name, Jumpin', Jumpin', Independent Women, Survivor, Bootylicious, a, Lose My Breath e Soldier.
- Outra Cantora obteve grade destaque durante aquela década é Christina Aguilera, também conhecida como a "Voz da geração", por ter sido o timbre que mais se destacou nos anos 2000. A artista já vendeu mais de 50 milhões de álbuns por todo o mundo, alcançando o topo das paradas mundiais diversas vezes, incluindo a Billboard Hot 100 (de singles). Dentre seus maiores sucessos durante a década estão: What a Girl Wants, Come on Over (All I Want Is You), Lady Marmalade, Dirrty, Beautiful, Fighter, Ain't No Other Man e Hurt. Aguilera ganhou ao total cinco prêmios Grammy (incluindo o Grammy Latino), tendo onze indicações.
- Alicia Keys foi a cantora de R&B mais bem sucedida da década, vendeu 15 milhões de álbuns só nos Estados Unidos e 30 milhões mundialmente. Tornou-se a primeira artista de R&B e negra a ter 4 álbuns estreando consecutivamente no topo da Billboard 200 (chart de álbuns) e 5 álbuns estreando de forma consecutiva em #1 na Billboard Top R&B/Hip-Hop Álbuns, além dos 4 singles em primeiro lugar na Billboard Hot 100 e 7 singles em primeiro lugar da Billboard R&B.
- Em 2002, outra artista ganha grande destaque, Avril Lavigne, com seu jeito rebelde que conquistou os jovens de todo o mundo, com grande impacto na indústria, seu disco de estreia Let Go foi um grande sucesso vendendo mais de 20 milhões de cópias, e presenteando o mundo com um dos maiores hits da década "Complicated", entre o álbum e singles Avril teve 8 indicações ao Grammy. Em 2007 ganhou o mundo mais uma vez com o maior hit do ano "Girlfriend", que foi #1 em mais de 40 países e lhe rendeu seu primeiro #1 na Billboard 100. Até agora seus até então 5 álbuns venderam mais de 40 milhões de cópias e mais de 60 milhões de singles.
- Na Inglaterra, artistas femininas como Joss Stone, Amy Winehouse, Lily Allen, Corinne Bailey Rae, Adele, Duffy e Leona Lewis fazem um enorme sucesso.
- Artistas norte-americanos e de outros países fizeram muito sucesso mundialmente, entre os destaques estão: Britney Spears, Christina Aguilera, Avril Lavigne, Beyoncé, Chris Brown, Shakira, Pink, Rihanna, Eminem, Madonna, Lady Gaga, Jennifer Lopez e Black Eyed Peas.
- No dia 25 de Junho de 2009, o Rei do Pop, Michael Jackson, morre de um ataque cardíaco aos 50 anos.[5]
- Durante o fim dos anos 2000, surgem artistas que obtiveram ainda mais destaque na década posterior; dentre eles estão Rihanna, Adele, Katy Perry, Lady Gaga e Taylor Swift.
- Ainda no fim da década, artistas como Miley Cyrus, Demi Lovato, Miranda Cosgrove e as bandas Selena Gomez & the Scene e Jonas Brothers acabaram participando da onda pop/rock voltado para crianças e adolescentes. Os principais veículos de divulgação do gênero eram as emissoras norte-americanas Disney Channel e Nickelodeon. Os artistas do gênero se tornaram grandes produtos para suas respectivas emissoras, através de Filmes e séries.

### Dance music
A dance music teve altos e baixos. Desde 2005, tal gênero musical, voltou, aos poucos, voltou a ganhar popularidade, com os singles de sucesso "Hung Up" e "Sorry", de Madonna, "Love Generation", de Bob Sinclar, "Don't Stop the Music" e "Disturbia", de Rihanna, "Love Is Gone", "Baby When the Light" e "When Love Takes Over", de David Guetta, e "Poker Face", de Lady Gaga. A partir de 2008, a dance music passou a influenciar fortemente a música pop.

## Parada Billboard

### Artistas Com Mais Anos no Topo da Parada de Álbuns
A revista Billboard publica semanalmente nos EUA a lista dos 200 álbuns mais vendidos.
Os principais artistas que conseguiram chegar ao topo da parada nos anos 2000 foram:
Jay-Z (em 2001, 2002, 2003, 2006, 2007 e 2009)
Britney Spears (em 2000, 2001, 2003 e 2008)
Madonna (em 2000, 2003, 2005 e 2008)
Alicia Keys (em 2001, 2003, 2005 e 2007)
Bruce Springsteen (em 2002, 2005, 2007 e 2009)
Eminem (em 2000, 2002, 2004 e 2009)
50 Cent (em 2003 e 2005)
Beyoncé (em 2003, 2006 e 2008)
Avril Lavigne (em 2002, 2004 e 2007)
Linkin Park (em 2001, 2003 e 2007)
Ludacris (em 2003, 2004 e 2006)
Kanye West (em 2005, 2007 e 2008)
Carrie Underwood (em 2005, 2007 e 2009)
Mary J. Blige (em 2003, 2005 e 2007)
Norah Jones (em 2003, 2004 e 2007)
'N Sync (em 2000 e 2001)
Ne-Yo (em 2006 e 2007)
Coldplay (em 2005, 2008)
Nelly (em 2000, 2002 e 2004)
Janet Jackson (em 2001 e 2008)
Usher (em 2004 e 2008)
Jennifer Lopez (em 2001 e 2002)
Ashanti (em 2002 e 2003)
Kelly Clarkson (em 2002 e 2009)
Dixie Chicks (em 2002 e 2006)
Miley Cyrus (em 2007 e 2008)
Ashlee Simpson (em 2004 e 2005)
Green Day (em 2004 e 2009)
Mariah Carey (em 2005 e 2008)
Destiny's Child (em 2001 e 2004)
T.I. (em 2006, 2007 e 2008)
Jack Johnson (em 2006 e 2008)
Jonas Brothers (em 2008 e 2009)
Young Jeezy (em 2006 e 2008)
Metallica (em 2003 e 2008)
U2 (em 2004 e 2009)
Hilary Duff (em 2003 e 2005)
Demi Lovato (em 2009)
Christina Aguilera (em 2006)
Taylor Swift (em 2008)

### Artistas Com Mais Anos no Topo da Parada de Singles
A revista Billboard publica semanalmente nos EUA a lista das 100 canções mais vendidas e ouvidas.
Os principais artistas que conseguiram chegar ao topo da parada nos anos 2000 foram:
Beyoncé (em 2003, 2005, 2006, 2007 e 2009)
Alicia Keys (em 2001, 2004, 2007 e 2009)
Mariah Carey (em 2000, 2005, 2006 e 2008)
Usher (em 2001, 2004 e 2008)
Rihanna (em 2006, 2007 e 2008)
Christina Aguilera (em 2000 e 2001)
Destiny's Child (em 2000 e 2001)
Janet Jackson (em 2000 e 2001)
Nickelback(em 2001 e 2002)
Eminem (em 2002 e 2009)
Kelly Clarkson (em 2003 e 2004)
50 Cent (em 2003 e 2005)
Ludacris (em 2003 e 2006)
Kanye West (em 2005 e 2007)
Snoop Dogg (em 2004 e 2006)
Chris Brown (em 2005 e 2007)
Pink (em 2005 e 2008)
Akon (em 2006 e 2007)
Fergie (em 2006 e 2007)
Justin Timberlake (em 2006 e 2007)
Nelly Furtado (em 2006 e 2007)
Britney Spears (em 2008 e 2009)
Flo Rida (em 2008 e 2009)
Madonna (em 2000)
Jennifer Lopez (em 2001)
Shaggy (em 2001)
Ashanti (em 2002)
Ciara (em 2004)
Carrie Underwood (em 2005)
Gwen Stefani (em 2005)
James Blunt (em 2006)
Ne-Yo (em 2006)
Shakira (em 2006)
Avril Lavigne (em 2007)
Sean Kingston (em 2007)
Coldplay (em 2008)
Leona Lewis (em 2008)
Katy Perry (em 2008)
Black Eyed Peas (em 2009)
Jay-Z (em 2009)
Lady Gaga (em 2009)

## Europa

### Dance

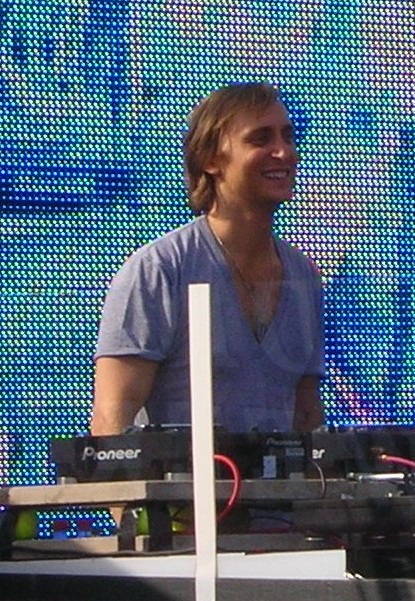
O DJ David Guetta.

- O Electro junto com o House torna-se popular em meados da década, substituindo as influências do jazzy e latinas do início de 2000. O Electro House torna-se popular em clubes ao redor do mundo com grupos como MSTRKRFT e Justice. Tornando popular o Live PA, que é o ato de remixar músicas ao vivo para um público.
- O Dubstep e Bassline conseguiu se firmar no cenário europeu, tornando-se bastante famoso.

### Rock

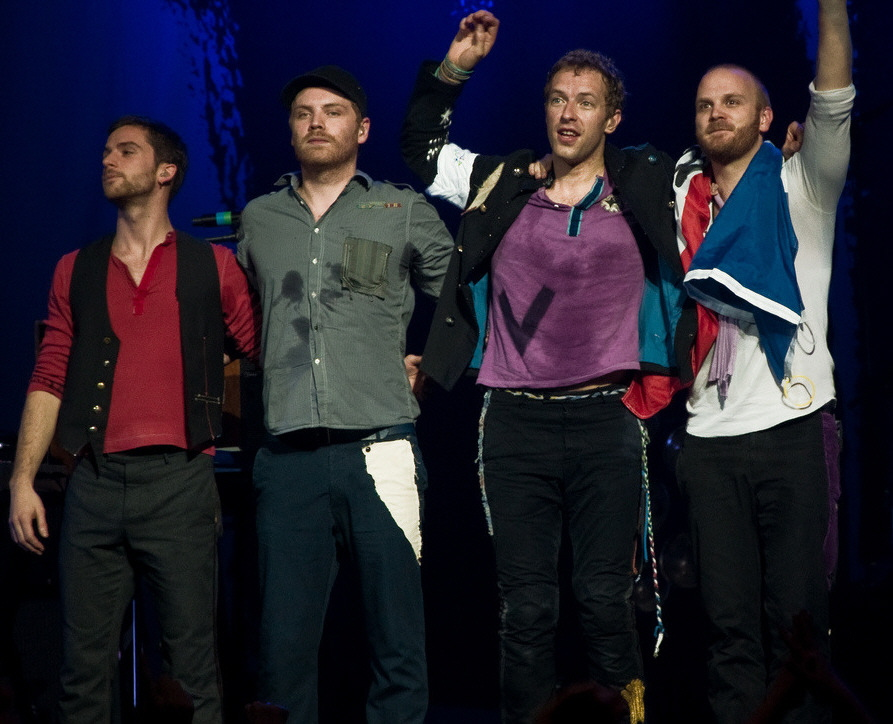
A banda Coldplay.

- Bandas post-britpop como Coldplay, Keane e Muse tornam-se bastante populares na década.
- O indie rock e indie pop volta com a sua popularidade, em meados da década de 2000 com artistas como Arctic Monkeys, The Strokes, Franz Ferdinand, Kaiser Chiefs, Bloc Party, The Libertines, Editors, Lily Allen, Kate Nash e The Ting Tings.

### Pop
- As bandas formadas por rapazes não desapareceram completamente, mas acabaram se transformando em bandas pop/pop-rock punk como Busted e McFly
- Artistas de animação tornam-se populares como Crazy Frog e Gorillaz.
- Grupos formados por garotas são populares durante grande parte da década. Como a banda russa t.A.T.u. que se torna a banda mais popular do leste europeu e ainda é única banda russa a ganhar sucesso na mídia internacional.
- No Festival Eurovisão da Canção participam diversos artistas revelação europeus.

## Austrália e Nova Zelândia

### Hip-hop e R&B
O Hip-hop e o R&B torna-se bastante popular nesses dois países, especialmente na Nova Zelândia.

### Rock
Diversos grupos de novas formas de rock e rock alternativo surgem no começo da década, como The Vines e Jet que depois deram espaço a Evermore e Wolfmother e vários outros no fim da década.

### Pop
O seriado The O.C. ficou popular na Nova Zelândia por ter na trilha sonora músicas de diversas bandas do país como Evermore e Youth Group.

## América Latina e Caribe

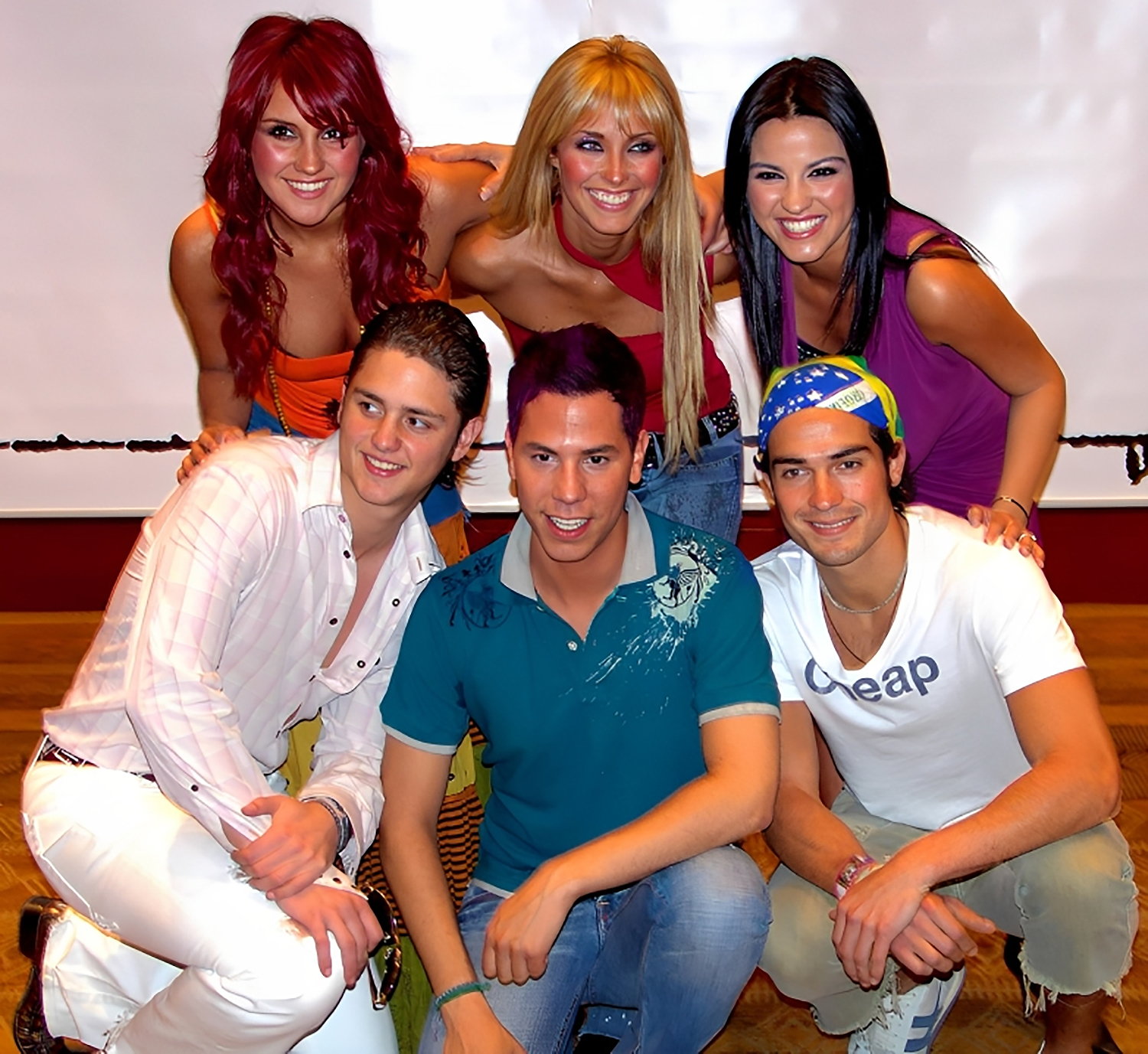
O grupo mexicano e mais aclamado da década, RBD.

- Em 2004, o reggaeton tornou-se muito popular nos países latinos com artistas como Don Omar, Daddy Yankee e um pouco depois, Wisin & Yandel.
- O pop rock começa a voltar ao cenário latino com artistas como Camila, Kany García,  seguidos por Pepe Aguilar e o ex-OV7, Kalimba.
- Shakira torna-se dominante no cenário pop, quebrando recordes de vendas com seus álbuns e com seus singles de grande sucesso como: "Whenever, Wherever", "Underneath Your Clothes", "La Tortura", "Hips Don't Lie" e "She Wolf" .
- A banda RBD torna-se um enorme sucesso no meio da década, arrastando uma legião de fãs jovens por todos os lados das Américas, mas acaba se separando em 2009.

### Brasil
- No Brasil, o R&B americano e o pop rock é dominante nas rádios populares das grandes cidades. Porém, existem diversos movimentos populares que acabou popularizando novos ritmos ao longo da década como o forró universitário, forró moderno e o funk carioca, além de diversos ritmos e artistas estrangeiros virarem febre entre os jovens dentre eles está em destaque o grupo mexicano RBD que se tornou fenômeno entre jovens e adolescentes  entre 2005 e 2008 .
- No começo da década artistas pop como: Kelly Key, Rouge, Br'oz, Latino e Luka atingiram seu auge, perdendo posteriormente popularidade do meio para o fim da década.
- O maior grupo brasileiro da década foi o Rouge. O girl group brasileiro foi formado em 2002 por meio do reality show "Popstars", transmitido pelo canal de tv brasileiro SBT e era integrado por 5 garotas: Aline Wirley, Fantine Thó, Karin Hils, Luciana Andrade e Patrícia (hoje com um novo nome artistitico, Lissah Martins), até Andrade anunciar sua saída do grupo em uma coletiva de imprensa no começo do ano de 2004. O primeiro disco do grupo, Rouge (2002), atingiu a incrível marca de 2 milhões de cópias vendidas apenas no Brasil. O sucesso do álbum ficou marcado pelas canções:  "Não Dá pra Resistir", "Beijo Molhado" e "Ragatanga", a canção mais famosa do grupo e uma das mais relembradas dos anos 2000. O segundo álbum de estúdio, C'est La Vie (2003), vendeu cerca de 250 mil cópias e originou os hits "Brilha la Luna" e "Um Anjo Veio me Falar". Após a saída de Luciana, as quatro integrantes restantes continuaram e lançaram os dois últimos álbuns do grupo: Blá Blá Blá (2004) e Mil e Uma Noites (2005).
- O samba de raiz volta aos holofotes em trabalhos de artistas como  Roberta Sá,[6]Diogo Nogueira (filho de João Nogueira),[7] Teresa Cristina e o Grupo Semente[8] e Casuarina.[9]
- O samba-rock vive um revival, representado por artistas como Clube do Balanço,[10] Paula Lima[11] e o Funk Como Le Gusta.[12]
- A gravador Trama de João Marcelo Bôscoli (filho de Elis Regina e Ronaldo Bôscoli) lança álbuns de outros filhos músicos da MPB: Pedro Mariano (filho de Elis Regina e César Camargo Mariano), Wilson Simoninha e Max de Castro (filhos de Wilson Simonal), Jair Oliveira e Luciana Mello (filhos de Jair Rodrigues), que alé dos álbuns solos, juntam no projeto Artistas Reunidos.[13]
- Dentro da música eletrônica, surge o drum and bossa, um misto de samba, drum and bass e bossa nova,[14] representado pelos artistas Fernanda Porto, Kaleidoscópio[15] e os DJs Ramilson Maia, Marky[16] e Patife.[17]
- Também no começo da década, Marisa Monte lançou poucos trabalhos, apenas 3 álbuns de estúdio e um em grupo (Tribalistas). O álbum solo Memórias, Crônicas e Declarações de Amor lançado em 2000, vendeu cerca de 1 milhão e 800 mil cópias somente no Brasil. Ela participou do trio Tribalistas, junto com Arnaldo Antunes e Carlinhos Brown, que atingiram a marca de 1,5 milhão de discos vendidos no Brasil, e se somados às vendas no exterior, o trabalho totaliza 2,500 milhão de exemplares vendidos. No final desta década, Marisa Monte atingiu a marca 5,850 milhões de CDs e DVDs vendidos no Brasil e 10 milhões no mundo inteiro, sendo a cantora de MPB que mais vendeu discos no planeta.
- Surge a sensação da MPB Maria Rita, conhecida também por ser filha de Elis Regina. Já no disco de estréia, foi posta pela mídia como a grande revelação musical do momento, alcançando a marca de 1 milhão cópias vendidas apenas no Brasil. A cantora lançou ainda mais dois discos de sucesso durante a década e ganhou seis Grammys Latinos.
- A banda de pop/rock Kid Abelha (banda que mais vendeu discos no país durante as décadas de 1980 e 1990) lançou três álbuns de estúdio, mas chegou ao auge com seu Acústico MTV, lançado em 2002, para comemorar os 20 anos de existência do grupo. A banda é a única a ter 20 singles em 1º lugar em todas rádios brasileiras e 13 singles no Top 10.
- Sandy & Junior, a maior dupla de música pop brasileira (quebrando absolutamente vários recordes de vendas entre as décadas de 1990 e 2000), em 2006 atingiram a marca 15 milhões de álbuns vendidos apenas em território nacional, no entanto em 2007 se separam, após o lançamento do cd "Acústico MTV". Sandy lançou o primeiro disco solo Manuscrito no primeiro ano da década seguinte, vendendo cerca de 50.000 cópias nas duas primeiras semanas de lançamento e ganhando certificado de ouro pela ABPD.
- Os ritmos de maior sucesso no país no fim da década de 1990 como: axé e o pagode deram espaço as novas tendências como: o funk carioca, calipso e o forró eletrônico.
- Surgem novas bandas de sucesso no fim da década no cenário pop-reggae, e o maior destaque vai para Chimarruts.
- Antigas bandas de pop, pop rock, reggae e hardcore continuam a fazer bastante sucesso como: Natiruts, O Rappa, Skank, Jota Quest e Charlie Brown Jr.
- No início e meio da década, artistas de rock alternativo e pop rock faziam um imenso sucesso no Brasil, como: Detonautas, Pitty, CPM 22 e Angra. Posteriormente, bandas formadas no final dos anos 90 e início dos anos 2000, só conseguiram atingir topo das paradas brasileiras no fim da década, como: Fresno, NX Zero e Strike.
- Outras bandas de Rock e do Pop dos anos 80 também continuam a ter peso, como: Capital Inicial, Titãs, Ira!, Roupa Nova e Biquini Cavadão.
- No fim da década, com a popularização das raves, o psy trance e o techno tornam-se muito populares entre o público adolescentes.
- O Funk carioca se torna popular durante toda a década, com artistas que fizeram sucesso na primeira metade da década como: Bonde do Tigrão, Mc Serginho, Tati Quebra-Barraco e DJ Marlboro. Já na segunda metade, o cenário funk era comandado por MC Leozinho, Perlla, MC Créu, Gaiola das Popozudas e as chamadas Mulheres Fruta. Já no inicio da década seguinte, perderam visibilidade para outros novos artistas.
- O forró e o calipso sofreram uma enorme renovação, trazendo letras com conteúdos que atraem principalmente os jovens e substituindo-se a tradicional sanfona, por guitarras. O celeiro do forró continua sendo o Ceará. Já no norte do país, o destaque ficou com o estouro do calipso, que se separou estilisticamente da lambada e tomou seu próprio rumo na voz da cantora Joelma. As bandas de maior sucesso foram: Banda Calypso (calipso), Companhia do Calypso (calipso), Cavaleiros do Forró (forró), Calcinha Preta (forró) e Aviões do Forró (forró) e Banda Magnificos.
- O Axé que na década anterior dominou as rádios de todo país, perdeu força, se restringindo à Salvador, muitas vezes sendo substituído pela suingueira. Poucos artistas e bandas antigas como: Ivete Sangalo, Chiclete com Banana, Daniela Mercury e Asa de Águia com uma vertente voltada mais para o pop, ainda desfrutaram do sucesso nacional. Cláudia Leitte que fazia parte da banda Babado Novo, foi a única grande revelação do axé nesta década.
- Também no começo dos anos 2000, Daniela Mercury - a Rainha do Axé (que mais vendeu discos na década de 1990), resolveu experimentar novas sonoridades além do puro axé, lançando um cd mesclado com a música Eletrônica. A ideia não agradou bastante seu público fiel. E a partir daí, iniciou-se o declínio em sua carreira, seus dias de glória, ficaram no passado. Sendo assim, seu posto de Rainha do Axé foi ocupado por Ivete Sangalo, que chegou ao auge de sua carreira com disco MTV Ao Vivo - Ivete Sangalo, lançado em 2004, quebrando recordes sequentes de vendas no Brasil.
- A chamada nova geração da MPB também fez muito sucesso por toda a década, nomes como Jorge Vercilo, Ana Carolina, Seu Jorge, Vanessa da Mata, Lenine e Maria Rita toraram-se populares. Alguns veteranos continuaram a fazer sucesso, como: Zeca Pagodinho e Alcione.
- A música Sertaneja continuou a representar uma grande parte da música nacional, principalmente nas duplas como Zezé di Camargo e Luciano, Bruno e Marrone e os já antigos mas que só conseguiram explodir no finzinho da década Victor & Léo e Luan Santana, popularizando o sertanejo universitário.
- A música religiosa tornou-se popular também principalmente entre os cristãos como a música gospel com artistas como: Aline Barros, Kléber Lucas, Toque no altar, Regis Danese, Oficina G3, Jamily, Fernanda Brum e Diante do Trono e a música católica popular com artistas como: Adriana, os Padres Marcelo Rossi e Fábio de Melo, além das bandas Anjos de Resgate e Rosa de Saron.
- Ivete Sangalo, Banda Calypso e Padre Marcelo Rossi foram os artistas que mais fizeram sucesso na década, tanto em questão de vendas, quanto em popularidade.
- Surge Sambô, banda de "rock-samba" (termo usado para diferenciar do samba-rock),[18] o grupo grava covers de rock e pop em ritmo de samba e pagode.[19][20]

## Japão
O J-pop foi durante toda a década o ritmo mais conhecido do Japão, alavancado principalmente por Ayumi Hamasaki.